# Sulforafan
Sulforafan – siarkoorganiczny związek chemiczny z grupy izotiocyjanianów, powstający w wyniku rozpadu glukozynolanu. Istnieją doniesienia, że może być czynnikiem chemoprewencyjnym, wspomagającym usuwanie z ciała toksyn i substancji kancerogennych.

## Występowanie

Glukorafanina, prekursor sulforafanu występujący w warzywach

Sulforafan (a ściślej: jego prekursor, glukorafanina) występuje przede wszystkim w warzywach kapustowatych, np. kalafiorze, kapuście, brokułach, jarmużu, kalarepie, wasabi, rukoli, gorczycy, rzepie, rzeżusze, rzodkwi, kapuście chińskiej, brukselce i in. Największe stężenie sulforafanu odnotowuje się w kiełkach brokułów.